# Liste der denkmalgeschützten Objekte in Götzis
Die Liste der denkmalgeschützten Objekte in Götzis enthält die 20 denkmalgeschützten, unbeweglichen Objekte der Gemeinde Götzis.

## Denkmäler
| Foto |                 | Denkmal                                                                   | Standort                                     | Beschreibung | Metadaten |
| ---- | --------------- | ------------------------------------------------------------------------- | -------------------------------------------- | --- | --- |
| ja   | Datei hochladen | Altes Kino (Vereinshaus) HERIS-ID: 57453 Objekt-ID: 67532                 | Am Bach 10 Standort KG: Götzis               | Das ehemalige Kino und spätere Vereinshaus wurde 1890 errichtet. Im 21. Jahrhundert fand es als Teil der Kulturbühne Ambach Verwendung. | BDA-Hist.: Q38076575 Status: § 2a Stand der BDA-Liste: 2025-06-30 Name: Altes Kino (Vereinshaus) GstNr.: 134/8 Kulturbühne Ambach                                   |
| ja   | Datei hochladen | Kapelle hl. Maria unter den vier Säulen HERIS-ID: 56368 Objekt-ID: 65725  | Berg 18 Standort KG: Götzis                  | Die Kapelle enthält ein 1959 gestiftetes Glasgemälde des heiligen Martin. | BDA-Hist.: Q38071719 Status: § 2a Stand der BDA-Liste: 2025-06-30 Name: Kapelle hl. Maria unter den vier Säulen GstNr.: .421 Kapelle Unterer Berg (Götzis)          |
| ja   | Datei hochladen | Ehem. Volksschule HERIS-ID: 82501 Objekt-ID: 96325                        | Berg 32 Standort KG: Götzis                  | Wann das „Schualhüsle“ errichtet wurde, ist nicht bekannt. Zwar ist bereits 1781 ein Lehrer im Ort nachweisbar, die älteste Erwähnung der Schule stammt jedoch aus dem Jahr 1830. Im Jahr 1891 wurde sie erweitert und 1901 renoviert. Nach der Schließung der Schule im Jahr 1978 fand das Gebäude als Vereinslokal Verwendung. | BDA-Hist.: Q38178597 Status: § 2a Stand der BDA-Liste: 2025-06-30 Name: Ehem. Volksschule GstNr.: .416 Volksschule Götzner Berg                                     |
| ja   | Datei hochladen | Leichenhalle HERIS-ID: 82496 Objekt-ID: 96320                             | Brunnengasse 6 Standort KG: Götzis           | | BDA-Hist.: Q38178580 Status: § 2a Stand der BDA-Liste: 2025-06-30 Name: Leichenhalle GstNr.: 644                                                                    |
| ja   | Datei hochladen | Wasserbehälter Bulitta HERIS-ID: 82502 Objekt-ID: 96326                   | Bulitta 50 Standort KG: Götzis               | Der Hochbehälter Bulitta wurde 1908 errichtet. | BDA-Hist.: Q38178607 Status: § 2a Stand der BDA-Liste: 2025-06-30 Name: Wasserbehälter Bulitta GstNr.: .756 Hochbehälter Bulitta                                    |
| ja   | Datei hochladen | Alte Pfarrkirche hl. Ulrich und Friedhof HERIS-ID: 56365 Objekt-ID: 65722 | Dr.-A.-Heinzle-Straße 36 Standort KG: Götzis | Bei Grabungen, der Friedhof wurde 1875 erweitert, wurden der Grundriss einer Chorturmkirche ergraben. Bei Grabungen (1980) wurde das Fundament des Turmes von 1340 gefunden. Um 1509 wurde die Kirche vergrößert und 1514 neu geweiht. Von 1974 bis 1981 wurde die Kirche restauriert. Die Kirche zeigt umfangreiche Wandmalereien. | BDA-Hist.: Q27468552 Status: § 2a Stand der BDA-Liste: 2025-06-30 Name: Alte Pfarrkirche hl. Ulrich und Friedhof GstNr.: .1, 1 Alte Pfarrkirche hl. Ulrich (Götzis) |
| ja   | Datei hochladen | Kriegerdenkmal HERIS-ID: 88846 Objekt-ID: 103432                          | neben Hauptstraße 14 Standort KG: Götzis     | Das Kriegerdenkmal vor der neuen Kirche wurde 1963 von Peter Schneider geschaffen. | BDA-Hist.: Q37727973 Status: § 2a Stand der BDA-Liste: 2025-06-30 Name: Kriegerdenkmal GstNr.: 275                                                                  |
| ja   | Datei hochladen | Neue Pfarrkirche hl. Ulrich HERIS-ID: 56364 Objekt-ID: 65721              | Hauptstraße 16 Standort KG: Götzis           | Die neue Pfarrkirche Götzis (Patrozinium: hl. Ulrich) wurde 1862 bis 1865 durch Baumeister J. Wilhelm nach Plänen des Architekten Anton Geppert in neuromanischem Stil errichtet. Der Innenraum wurde später von Architekt Anton Rhomberg erneuert. Die Kirche verfügt über ein dreischiffiges und sechsjochiges Langhaus mit Querhaus, einen Chor mit Rundapsis und eine Doppelturmfassade mit Rundbogenportal an der Westseite. | BDA-Hist.: Q29017448 Status: § 2a Stand der BDA-Liste: 2025-06-30 Name: Neue Pfarrkirche hl. Ulrich GstNr.: .470 Pfarrkirche hl. Ulrich (Götzis)                    |
| ja   | Datei hochladen | Wohnhaus HERIS-ID: 47037 Objekt-ID: 49521                                 | Im Buch 8 Standort KG: Götzis                | Die Villa mit Eckturm weist Jugendstilputz und noch die originalen Balkongitter auf. | BDA-Hist.: Q38025307 Status: Bescheid Stand der BDA-Liste: 2025-06-30 Name: Wohnhaus GstNr.: .731                                                                   |
| ja   | Datei hochladen | Kapelle am Kobel HERIS-ID: 56369 Objekt-ID: 65726                         | Im Hag 2 Standort KG: Götzis                 | Die 1797 errichtete Kapelle am Kobel hat eine rechteckige Grundform, eine eingezogene Apsis, abgeschrägte Außenwände an der Altarseite im Nordosten, eine massives Rundbogenportal aus Sandstein mit einfacher Holztür, ein mit roten Dachziegeln eingedecktes Satteldach und einen Glockendachreiter mit viereckigem, kupferblechgedecktem Spitzhelm. | BDA-Hist.: Q28174185 Status: § 2a Stand der BDA-Liste: 2025-06-30 Name: Kapelle am Kobel GstNr.: .373 Kapelle am Kobel                                              |
| ja   | Datei hochladen | Jonas-Schlössle HERIS-ID: 33490 Objekt-ID: 31050                          | Junker-Jonas-Platz 1 Standort KG: Götzis     | Das im Stil der Renaissance im späten 16. Jahrhundert begonnene und im 17. Jahrhundert vollendete Jonas-Schlössle war einst ein herrschaftlicher Ansitz, der zwischen 2001 und 2004 renoviert und für kulturelle Veranstaltungen adaptiert wurde. Im Inneren befindet sich unter anderem eine Holzkassettendecke aus der Bauzeit. | BDA-Hist.: Q1713621 Status: Bescheid Stand der BDA-Liste: 2025-06-30 Name: Jonas-Schlössle GstNr.: 142 Jonas-Schlössle                                              |
| ja   | Datei hochladen | Ehem. Shell-Tankstelle Im Kobel HERIS-ID: 30025 Objekt-ID: 26750          | Lustenauer Straße 2 Standort KG: Götzis      | Die Tankstelle mit Flugdach und fünf schräg gestellten, elf Meter hohen Pfeilern wurde 1958 errichtet. | BDA-Hist.: Q37929671 Status: Bescheid Stand der BDA-Liste: 2025-06-30 Name: Ehem. Shell-Tankstelle Im Kobel GstNr.: 3208/2, .1366 Tankstelle im Kobel               |
| ja   | Datei hochladen | Kuratienkirche hl. Wolfgang HERIS-ID: 56277 Objekt-ID: 65470              | Meschach 1 Standort KG: Götzis               | Nach der Demolierung der Vorgängerkirche wurde in den Jahren 1881 bis 1883 nach den Plänen des Architekten Karl Holzhammer mit dem Baumeister Fidel Kröner die heutige Kirche errichtet und im Jahre 1891 geweiht. | BDA-Hist.: Q1922306 Status: § 2a Stand der BDA-Liste: 2025-06-30 Name: Kuratienkirche hl. Wolfgang GstNr.: .597 Kuratienkirche Hl. Wolfgang (Meschach)              |
| ja   | Datei hochladen | Pfarrhof Meschach HERIS-ID: 82500 Objekt-ID: 96324                        | Meschach 2 Standort KG: Götzis               | | BDA-Hist.: Q38178586 Status: § 2a Stand der BDA-Liste: 2025-06-30 Name: Pfarrhof Meschach GstNr.: .429 Pfarrhof Meschach                                            |
| ja   | Datei hochladen | Kath. Filialkirche hl. Arbogast HERIS-ID: 56319 Objekt-ID: 65564          | Montfortstraße 81 Standort KG: Götzis        | Die urkundlich bereits 1473 erwähnte Kapelle wurde um 1710 vergrößert und im Jahr 1721 geweiht. An das Langhaus und den stark eingezogenen Chor sind im Norden der hohe Turm mit einem Giebelspitzhelm sowie im Süden die Sakristei und eine Kapelle angebaut. Der Hochaltar mit renaissanceartigem Aufbau, Bildern und Figuren stammt aus der Zeit nach 1650. In der Vorhalle zeigen Gemälde von Leonhard Werder aus dem Jahr 1659 die Arbogastlegende.                                                                                                  | BDA-Hist.: Q38071314 Status: § 2a Stand der BDA-Liste: 2025-06-30 Name: Kath. Filialkirche hl. Arbogast GstNr.: .427 Filialkirche hl. Arbogast (Götzis)             |
| ja   | Datei hochladen | Schlösschen Sonderberg HERIS-ID: 33489 Objekt-ID: 31049                   | Sonderberg 43 Standort KG: Götzis            | Der Ansitz an der Südabdachung des Sonderberges wurde ab 1561 vom Chorherrn Dr. Friedrich Sandholzer erbaut. Seit 1710 ist er in bäuerlichem Besitz. Seit dem Abbruch des Osttrakts Anfang des 19. Jahrhunderts ist nur mehr der nach Westen später erweiterte Südflügel erhalten: ein dreigeschoßiger turmartiger Bau mit rechteckigen Fenstern in Holz- oder Steinrahmen. | BDA-Hist.: Q1271791 Status: Bescheid Stand der BDA-Liste: 2025-06-30 Name: Schlösschen Sonderberg GstNr.: 5088 Schloss Sonderberg                                   |
| ja   | Datei hochladen | Zeughaus HERIS-ID: 56242 Objekt-ID: 65363                                 | Zollwehr 2 Standort KG: Götzis               | Das Zeughaus mit einem Turm wurde um 1910 im Heimatstil erbaut. | BDA-Hist.: Q38070908 Status: § 2a Stand der BDA-Liste: 2025-06-30 Name: Zeughaus GstNr.: .468 Zeughaus (Götzis)                                                     |
| ja   | Datei hochladen | Kapelle hl. Eligius HERIS-ID: 56366 Objekt-ID: 65723                      | Standort KG: Götzis                          | Die kleine Eligiuskapelle am Fuß der Burg Neu-Montfort wurde im Jahr 1648 erbaut. | BDA-Hist.: Q38071702 Status: § 2a Stand der BDA-Liste: 2025-06-30 Name: Kapelle hl. Eligius GstNr.: .746 Chapel St. Loy                                             |
| ja   | Datei hochladen | Flur-/Wegkapelle hl. Maria HERIS-ID: 56367 Objekt-ID: 65724               | Standort KG: Götzis                          | Als Entstehungszeit der Marienkapelle am oberen Götznerberg wird die zweite Hälfte des 18. Jahrhunderts angenommen. Sie hat einen schmalrechteckigen Grundriss und ein Satteldach mit Dachreiter. Bei einer Renovierung in den Jahren 1981 bis 1983 wurden Wandfresken aus der Bauzeit freigelegt: Jesus Christus, Maria und die Zwölf Apostel. Ebenfalls aus der Bauzeit stammen die Bilder der hll. Ulrich und Barbara an der Stirnseite. Über dem Altar ist zudem ein Bildnis der Madonna mit Kind zu sehen, das auf das 17. Jahrhundert datiert wird. | BDA-Hist.: Q38071712 Status: § 2a Stand der BDA-Liste: 2025-06-30 Name: Flur-/Wegkapelle hl. Maria GstNr.: .400 Kapelle hl Maria (Götzis)                           |
| ja   | Datei hochladen | Ruine Neu-Montfort HERIS-ID: 82482 Objekt-ID: 96306                       | Standort KG: Götzis                          | Die Burg Neu-Montfort, eine mittelalterliche Höhenburg, wurde zwischen 1311 und 1319 für die Grafen von Montfort erbaut und war ab dem späten 17. Jahrhundert dem Verfall preisgegeben. Zu den erhaltenen Resten zählen ein bergfriedartiger fünfstöckiger Wohnturm und Teile der Ringmauer. | BDA-Hist.: Q1013237 Status: § 2a Stand der BDA-Liste: 2025-06-30 Name: Ruine Neu-Montfort GstNr.: .1375 Burgruine Neu-Montfort                                      |